# Seznam největších fotovoltaických elektráren v Česku

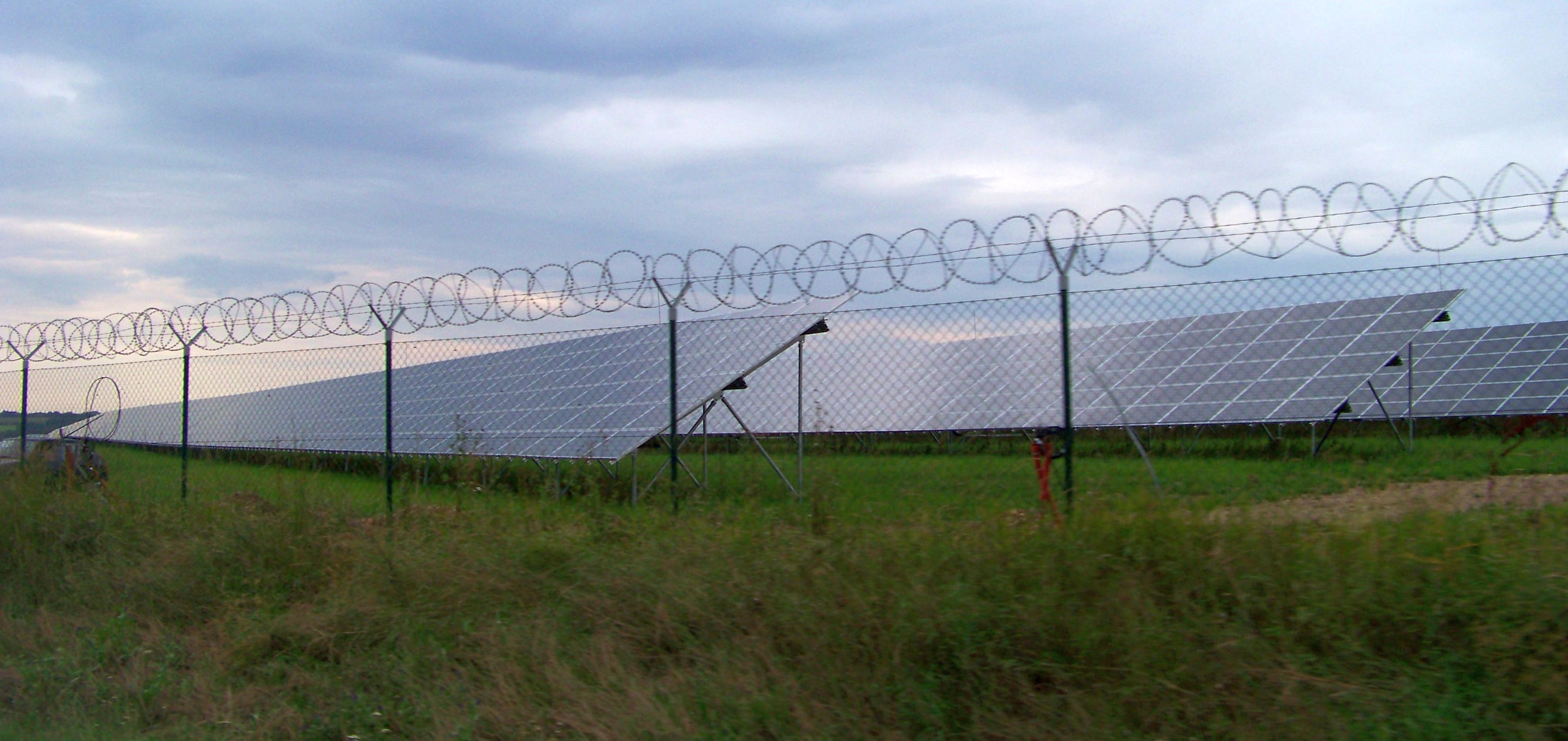
Fotovoltaická elektrárna Vepřek, pohled ze silnice I/16

Toto je seznam největších fotovoltaických elektráren v České republice s instalovaným výkonem nad 3 MW. FVE jsou také nepřesně označované jako solární nebo sluneční elektrárny nebo solární parky.

## Seznam největších
Tato tabulka uvádí zdroje s instalovaným výkonem nad 5 MW. K 31.12.2023 měly fotovoltaické elektrárny v České republice souhrnný instalovaném výkonu 3 272 MW, když elektrárny s instalovaným výkonem nad 5 MW měly souhrnný instalovaný výkon 364 MW.
| Název                               | Místo                 | Instalovaný výkon (MW) | Rozloha | Spuštění   | Poloha                                                           | Roční výroba elektřiny v roce 2011 (GWh) | Provozovatel                                | Poznámky                    |
| ----------------------------------- | --------------------- | ---------------------- | ------- | ---------- | ---------------------------------------------------------------- | ---------------------------------------- | ------------------------------------------- | --------------------------- |
| FVE Ralsko                          | Ralsko                | 55,8                   | 29 ha   | 2010       | 50°34′42″ s. š., 14°47′32″ v. d. 50°36′35″ s. š., 14°53′4″ v. d. | 47,6                                     | ČEZ Obnovitelné zdroje, s.r.o.              | [ 3 ] [ 4 ]                 |
| FVE Vepřek                          | Nová Ves-Vepřek       | 35,1                   | 82,5 ha | 5/2010     | 50°18′54″ s. š., 14°19′17″ v. d.                                 | 40,4                                     | FVE CZECH NOVUM s.r.o.                      | [ 5 ] [ 6 ] [ 7 ] [ 8 ]     |
| FVE Ševětín                         | Ševětín               | 29,9                   | 60 ha   | 2010       | 49°6′57″ s. š., 14°42′20″ v. d. 49°7′20″ s. š., 14°34′56″ v. d.  | 32,5                                     | ČEZ Obnovitelné zdroje, s.r.o.              | [ 10 ]                      |
| FVE Brno - Letiště Tuřany           | Brno                  | 21,2                   | 40 ha   | 2009, 2010 | 49°8′51″ s. š., 16°41′27″ v. d.                                  | 18                                       | SOLEVA s.r.o. MERULOS s.r.o. SOLEDAM s.r.o. | [ 11 ] [ 12 ] [ 13 ] [ 14 ] |
| FVE Mimoň Ra 3                      | Mimoň                 | 17,5                   | ?       | 2010       | 50°38′25″ s. š., 14°43′54″ v. d.                                 | 17,6                                     | ČEZ Obnovitelné zdroje, s.r.o.              | [ 10 ]                      |
| FVE Vranovská Ves                   | Vranovská Ves         | 16,0                   | ?       | 2010       | 48°56′29″ s. š., 15°54′38″ v. d.                                 | 18,4                                     | ČEZ Obnovitelné zdroje, s.r.o.              | [ 10 ]                      |
| FVE Stříbro                         | Stříbro               | 13,6                   | ?       | 12/2009    | 49°45′ s. š., 12°58′37″ v. d.                                    | 15,6                                     | Solar Stříbro s.r.o.                        |                             |
| FVE ŽV-SUN                          | Chomutov              | 13,0                   | ?       | 2010       | 50°26′44″ s. š., 13°24′19″ v. d.                                 | 13,1                                     | ALKOUN s.r.o.                               | [ 17 ]                      |
| FVE Uherský Brod                    | Uherský Brod          | 10,21                  | 19,9 ha | 2010       | 49°0′21″ s. š., 17°39′49″ v. d.                                  | 12,3                                     | Divalia a.s.                                | [ 20 ] [ 21 ]               |
| FVE Dolní Podluží                   | Dolní Podluží         | 10,16                  |         | 2024       |                                                                  |                                          | ČEZ, a. s.                                  | [ 22 ] [ 23 ]               |
| FVE Chrudichromy                    | Chrudichromy          | 10,0                   | ?       | 2010       | 49°30′31″ s. š., 16°38′10″ v. d.                                 | ?                                        | Photon Park, s.r.o. Photon Forest, s.r.o.   | [ 24 ] [ 25 ]               |
| FVE Letkov                          | Letkov                | 10,0                   | ?       | 2010       | 49°43′46″ s. š., 13°28′50″ v. d.                                 | ?                                        | SPL a.s.                                    | [ 26 ]                      |
| FVE Sulkov                          | Líně                  | 10,0                   | ?       | 2010       | 49°42′17″ s. š., 13°17′43″ v. d.                                 | ?                                        | Signo Solar PP01 s.r.o.                     | [ 27 ]                      |
| FVE Zašová                          | Zašová                | 9,2                    |         | 2010       | 49°28′7″ s. š., 18°3′12″ v. d.                                   | ?                                        | REN Power CZ a.s.                           | [ 28 ]                      |
| FVE Klenovka                        | Klenovka              | 8,4                    | ?       | 2010       | 50°1′14″ s. š., 15°35′33″ v. d.                                  | ?                                        | FVE Klenovka s.r.o.                         | [ 29 ]                      |
| FVE Bor                             | Bor                   | 8,1                    | ?       | 2024       | 49°44′54″ s. š., 12°45′42″ v. d.                                 | ?                                        | CTP Energy CZ, spol. s r.o.                 | [ 30 ] [ 31 ]               |
| FVE Oslavany                        | Oslavany              | 8,0                    | ?       | 2010       | 49°7′13″ s. š., 16°21′3″ v. d.                                   | ?                                        | REN Power CZ a.s.                           | [ 32 ]                      |
| FVE Dražkov Alfa                    | Sezemice              | 7,97                   |         | 2024       |                                                                  |                                          | WIS Energo Dražkov Alfa s.r.o.              | [ 23 ] [ 33 ]               |
| FVE Tuchlovice                      | Tuchlovice            | 7,8                    | ?       | 2010       | 50°7′41″ s. š., 13°59′37″ v. d.                                  | ?                                        | FVE Tuchlovice s.r.o.                       | [ 34 ]                      |
| FVE Papeno 2                        | Sokolnice             | 7,5                    | 25 ha   | 12/2010    | 49°6′44″ s. š., 16°41′11″ v. d.                                  | ?                                        | PAPENO 2 s.r.o.                             | [ 35 ]                      |
| FVE Velké Těšany                    | Velké Těšany          | 7,3                    | ?       | 12/2009    | 49°15′16″ s. š., 17°23′55″ v. d.                                 | ?                                        | REN Power CZ a.s.                           | [ 36 ]                      |
| FVE Stříbro II                      | Stříbro               | 7,0                    | ?       | 2023       |                                                                  | ?                                        | Solar Stříbro s.r.o.                        | [ 30 ] [ 37 ]               |
| FVE Zdeněk - Sun                    | Chomutov              | 7,0                    | ?       | 2010       | 50°27′45″ s. š., 13°26′30″ v. d.                                 | ?                                        | Zeves 4 s.r.o.                              | [ 38 ]                      |
| FVE Orlová I                        | Poruba                | 7,0                    |         | 2023       |                                                                  |                                          | FVE Orlová I s.r.o.                         | [ 39 ]                      |
| FVE Vlkoš                           | Vlkoš                 | 6,8                    | ?       | 10/2009    | 49°0′7″ s. š., 17°8′46″ v. d.                                    | ?                                        | TOP CENTRUM s.r.o.                          | [ 40 ]                      |
| FVE-LPAV 1                          | Kosořín               | 6,6                    |         | 2022       |                                                                  |                                          | LPAV - energo, s.r.o.                       | [ 41 ]                      |
| FVE Raková u Konice                 | Raková u Konice       | 6,5                    | ?       | 2010       | 49°35′58″ s. š., 16°56′47″ v. d.                                 | ?                                        | Rekman s.r.o.                               | [ 42 ]                      |
| FVE Smiřice I                       | Smiřice               | 6,1                    | 8 ha    | 8/2009     | 50°17′45″ s. š., 15°50′40″ v. d.                                 | ?                                        | FVE CZECH a.s.                              | [ 6 ] [ 44 ] [ 45 ]         |
| FVE Saša - Sun                      | Chomutov              | 6,0                    | ?       | 2010       | 50°27′29″ s. š., 13°26′49″ v. d.                                 | ?                                        | Zeves 5 s.r.o.                              | [ 46 ]                      |
| FVE Litobratřice                    | Litobratřice          | 6,0                    | ?       | 2010       | 48°51′9″ s. š., 16°24′30″ v. d.                                  | ?                                        | SG ENERGO s.r.o.                            | [ 47 ]                      |
| FVE Choustníkovo Hradiště           | Choustníkovo Hradiště | 6,0                    | ?       | 2010       | 50°25′19″ s. š., 15°53′19″ v. d.                                 | ?                                        | BEAS SOLAR s.r.o. BEAS ENERGY s.r.o.        | [ 48 ] [ 49 ]               |
| FVE Tesoler                         | Žiželice              | 6,0                    | ?       | 2010       | 50°22′ s. š., 13°33′4″ v. d.                                     | ?                                        | Tesoler s.r.o.                              | [ 50 ]                      |
| FVE Vysočany Hráz                   | Vysočany              | 6,0                    | ?       | 2024       |                                                                  | ?                                        | ČEZ, a.s.                                   | [ 22 ] [ 51 ]               |
| FVE Ledce u Židlochovic             | Ledce                 | 5,9                    | ?       | 2010       | 49°2′58″ s. š., 16°34′6″ v. d.                                   | ?                                        | WIS Energo Ledce Sever s.r.o.               | [ 52 ]                      |
| FVE ALT Pohledy                     | Pohledy               | 5,9                    | ?       | 2011       | 49°41′28″ s. š., 16°32′47″ v. d.                                 | ?                                        | ALT POHLEDY s.r.o.                          | [ 53 ]                      |
| FVE ŽH - SUN                        | Hrádek                | 5,7                    | ?       | 2010       |                                                                  | ?                                        | Tosmara s.r.o.                              | [ 54 ]                      |
| FVE Veselí nad Moravou Michalka-Sun | Veselí nad Moravou    | 5,7                    | ?       | 2010       |                                                                  | ?                                        | Michalka - Sun s.r.o                        | [ 55 ]                      |
| FVE Žabčice                         | Žabčice               | 5,6                    | ?       | 12/2009    |                                                                  | ?                                        | ČEZ Obnovitelné zdroje, s.r.o.              | [ 10 ]                      |
| FVE KH                              | Perštejnec            | 5,6                    | ?       | 2010       |                                                                  | ?                                        | EC Heat a.s.                                | [ 56 ]                      |
| FVE Břest 5,5                       | Břest                 | 5,6                    | ?       | 12/2010    |                                                                  | ?                                        | TESSERA a.s.                                | [ 57 ]                      |
| FVE Papeno                          | Zakřany               | 5,4                    | ?       | 12/2009    |                                                                  | ?                                        | PAPENO s.r.o.                               | [ 58 ]                      |
| FVE Sudslava II                     | Sudslava              | 5,3                    | 5 ha    | 2025       |                                                                  |                                          | Solar Panel Recycling s.r.o.                | [ 59 ] [ 60 ]               |
| FVE Ladná                           | Ladná                 | 5,2                    | ?       | 2009       |                                                                  | ?                                        | Greeninvest Energy, a.s.                    | [ 61 ]                      |
| FVE Volubus                         | Břest                 | 5,2                    |         | 2010       |                                                                  |                                          | Volubus s.r.o.                              | [ 62 ] [ 63 ]               |
| FVE Kameničná                       | Kameničná             | 5,1                    | ?       | 2010       |                                                                  | ?                                        | Solarpark Kameničná, s.r.o.                 | [ 64 ]                      |

## Seznam dalších

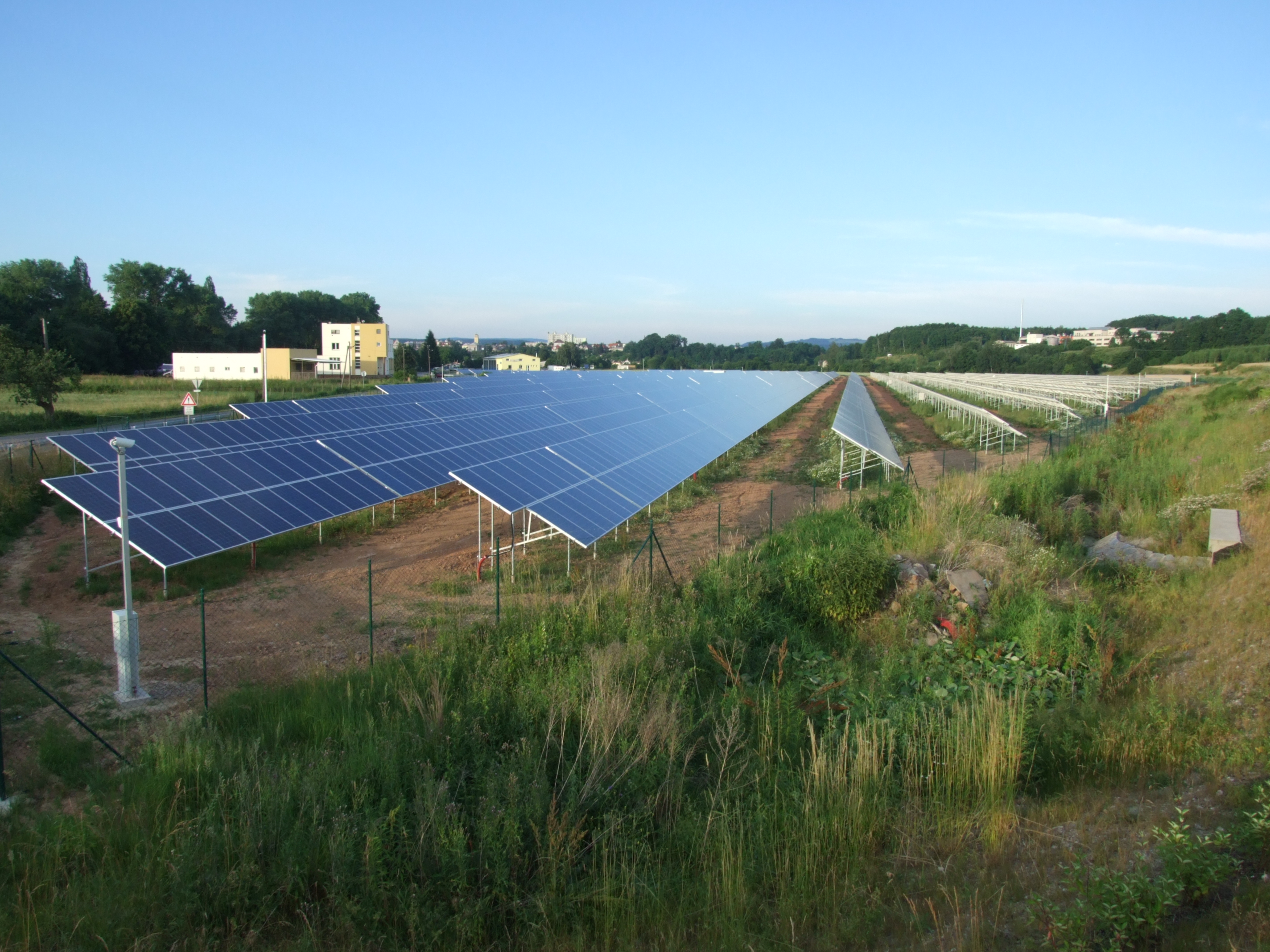
Fotovoltaická elektrárna v České Skalici o výkonu 2800 kW ve špičce

Tato tabulka uvádí zdroje s instalovaným výkonem 3 až 5 MW.
| Název                                     | Místo                    | Instalovaný výkon (MW) | Spuštění | Poznámky                        |
| ----------------------------------------- | ------------------------ | ---------------------- | -------- | ------------------------------- |
| FVE Mastířovice I - sever                 | Vrbice                   | 5,0                    | 11/2009  |                                 |
| FVE Solivem                               | Světec                   | 5,0                    | 2010     | [ 65 ]                          |
| FVE Dubí                                  | Dubí                     | 5,0                    | 2010     | [ 66 ]                          |
| FVE Březová                               | Březová                  | 5,0                    | 2010     | [ 67 ]                          |
| FVE Jeníkov                               | Jeníkov                  | 5,0                    | 2010     | [ 68 ]                          |
| FVE Andaine Invest                        | Stráž pod Ralskem        | 5,0                    | 2010     | [ 69 ]                          |
| FVE Tovisel                               | Stráž pod Ralskem        | 5,0                    | 2010     | [ 70 ]                          |
| FVE APTPOWER                              | Unčín u Krupky           | 5,0                    | 2010     | [ 71 ]                          |
| FVE Řehlovice                             | Řehlovice                | 5,0                    | 2024     | [ 72 ]                          |
| FVE Amesbury                              | Chrášťany                | 4,9                    | 2010     | [ 73 ]                          |
| FVE Hostovice                             | Hostovice                | 4,8                    | 2010     | [ 74 ]                          |
| FVE Dačice                                | Dačice                   | 4,8                    | 2010     | [ 75 ]                          |
| FVE Veselí nad Moravou Aneta-Sun          | Veselí nad Moravou       | 4,7                    | 2010     | [ 76 ]                          |
| FVE Sky Solar Velenice                    | České Velenice           | 4,6                    | 12/2009  |                                 |
| FVE Rybníček                              | Rybníček                 | 4,6                    | 2010     | [ 78 ]                          |
| FVE Bílany                                | Bílany                   | 4,5                    | 2010     | [ 79 ]                          |
| FVE Čekanice                              | Čekanice                 | 4,5                    | 12/2009  |                                 |
| FVE Zbrašín                               | Zbrašín                  | 4,5                    | 2010     | [ 80 ]                          |
| FVE Cofely Ren                            | Drásov                   | 4,5                    | 2010     | [ 81 ]                          |
| FVE Vranovská Ves 4,4                     | Vranovská Ves            | 4,5                    | 2009     | [ 82 ]                          |
| FVE Benátky nad Jizerou                   | Benátky nad Jizerou      | 4,5                    | 2010     | [ 81 ]                          |
| FVE Falcon Mimoň                          | Mimoň                    | 4,4                    | 2010     | [ 83 ]                          |
| FVE Moldava                               | Moldava                  | 4,4                    | 2010     | [ 84 ]                          |
| FVE Diamo I.                              | Rožná                    | 4,3                    | 12/2009  |                                 |
| FVE Chabařovice-Vyklice                   | Chabařovice              | 4,3                    | 12/2009  | [ 86 ]                          |
| FVE Verne                                 | Vernéřov                 | 4,3                    | 2010     | [ 87 ]                          |
| FVE Sokolnice                             | Sokolnice                | 4,3                    | 2010     | [ 88 ]                          |
| FVE Střážovská                            | Kyjov                    | 4,3                    | 2010     | [ 89 ]                          |
| FVE Solarpark Frymburk                    | Frymburk                 | 4,2                    | 2010     | [ 90 ]                          |
| FVE Vojkovice                             | Vojkovice                | 4,1                    | 2010     | [ 15 ] [ 20 ] [ 91 ]            |
| FVE Bojkovice                             | Bojkovice                | 4,1                    | 2010     | [ 92 ]                          |
| FVE Voděrady                              | Voděrady                 | 4,0                    | 2009     |                                 |
| FVE Čáslav - Kalabousek                   | Čáslav                   | 4,0                    | 2010     | [ 93 ]                          |
| FVE Kaznějov                              | Kaznějov                 | 4,0                    | 2010     | [ 94 ]                          |
| FVE Dobré Pole u Mikulova                 | Dobré Pole               | 4,0                    | 2010     | [ 95 ]                          |
| FVE Pozorka                               | Pozorka                  | 4,0                    | 2010     | [ 96 ]                          |
| FVE Habartice                             | Habartice                | 4,0                    | 2010     | [ 97 ]                          |
| FVE Svitavy                               | Svitavy                  | 4,0                    | 2010     | [ 98 ]                          |
| FVE Stálky                                | Stálky                   | 4,0                    | 2010     | [ 99 ]                          |
| FVE Kojetín                               | Kojetín                  | 4,0                    | 2/2011   |                                 |
| FVE Kožlany                               | Kožlany                  | 4,0                    | 8/2010   | [ 101 ]                         |
| FVE Rozvadov                              | Svatá Kateřina           | 4,0                    | 2010     | [ 102 ]                         |
| FVE Malešovice                            | Malešovice               | 3,9                    | 2010     | [ 103 ]                         |
| FVE Varnsdorf                             | Varnsdorf                | 3,9                    | 2010     | [ 104 ]                         |
| FVE Hrušovany                             | Hrušovany nad Jevišovkou | 3,8                    | 2009     | [ 105 ] [ 106 ]                 |
| FVE Hradčany I                            | Hradčany u Tišnova       | 3,8                    | 2010     | [ 107 ]                         |
| FVE Tachov III                            | Oldřichov                | 3,8                    | 2010     | [ 108 ]                         |
| FVE Němčice nad Hanou                     | Němčice nad Hanou        | 3,7                    | 2010     | [ 109 ]                         |
| FVE Lipnička                              | Lipnička                 | 3,7                    | 2010     | [ 110 ]                         |
| Fotovoltaická elektrárna Vranovská Ves II | Vranovská Ves            | 3,7                    | 2009     | [ 111 ]                         |
| FVE Pozořice                              | Pozořice                 | 3,7                    | 2010     | [ 112 ]                         |
| FVE Kařez                                 | Kařez                    | 3,7                    | 2010     | [ 113 ]                         |
| FVE Dubňany Jarohněvice                   | Dubňany                  | 3,7                    | 2010     | [ 114 ]                         |
| FVE Medlov                                | Medlov                   | 3,6                    | 12/2010  | [ 115 ]                         |
| FVE Protivín                              | Protivín                 | 3,6                    | 2009     |                                 |
| FVE Hovorany                              | Hovorany                 | 3,6                    | 2010     | [ 116 ]                         |
| FVE Chvalatice                            | Chvalatice               | 3,6                    | 2010     | [ 117 ]                         |
| FVE Veselí nad Moravou                    | Veselí nad Moravou       | 3,6                    | 2010     | [ 118 ]                         |
| FVE Krumvíř                               | Krumvíř                  | 3,6                    | 2010     | [ 119 ]                         |
| FVE Šakvice                               | Šakvice                  | 3,6                    | 2010     | [ 120 ]                         |
| FVE Pereza                                | Šakvice                  | 3,6                    | 2011     | [ 121 ]                         |
| FVE Sudoměřice                            | Sudoměřice               | 3,5                    | 2008     |                                 |
| Solární Vědecko-Technologický Park        | Strašice                 | 3,4                    | 2009     | [ 122 ] [ 123 ]                 |
| FVE Ochoz u Konice                        | Konice                   | 3,5                    | 2010     | [ 124 ]                         |
| FVE Hrušovany nad Jevišovkou              | Hrušovany nad Jevišovkou | 3,5                    | 2010     | [ 125 ]                         |
| FVE Napajedla                             | Napajedla                | 3,5                    | 2010     | [ 126 ]                         |
| FVE Otín                                  | Otín                     | 3,5                    | 2010     | [ 127 ]                         |
| FVE Přímětice                             | Přímětice                | 3,5                    | 2010     | [ 128 ]                         |
| FVE Vimperk                               | Vimperk                  | 3,4                    | 2009     |                                 |
| FVE MMB Solar Partners                    | Mračnice                 | 3,4                    | 2010     | [ 129 ]                         |
| FVE Určice                                | Určice                   | 3,4                    | 2010     | [ 130 ]                         |
| FVE Kramolín                              | Kramolín                 | 3,4                    | 2010     | [ 131 ]                         |
| FVE Čenkov                                | Čenkov                   | 3,3                    | 2010     | [ 132 ]                         |
| FVE Honětice                              | Honětice                 | 3,3                    | 2009     |                                 |
| FVE Měnín                                 | Měnín                    | 3,3                    | 2008     | [ 16 ] [ 133 ] [ 134 ]          |
| FVE Vohančice                             | Vohančice                | 3,3                    | 2010     | [ 135 ]                         |
| FVE Pravčice                              | Pravčice                 | 3,3                    | 2010     | [ 136 ]                         |
| FVE Bílina                                | Bílina                   | 3,3                    | 2010     | [ 137 ]                         |
| FVE Božice                                | Božice                   | 3,3                    | 2010     | [ 138 ]                         |
| Meridian solární park I                   | Velešín                  | 3,3                    | 2010     | [ 139 ]                         |
| FVE Blížkovice                            | Blížkovice               | 3,3                    | 2010     | [ 140 ]                         |
| FVE Velká nad Veličkou                    | Velká nad Veličkou       | 3,2                    | 2010     | [ 141 ]                         |
| FVE Syrovice                              | Syrovice                 | 3,2                    | 2009     |                                 |
| FVE Syrovice (Sun Power)                  | Syrovice                 | 3,2                    | 2009     |                                 |
| FVE Tasov                                 | Tasov                    | 3,2                    | 2010     | [ 136 ]                         |
| FVE Tuchlovice III                        | Tuchlovice               | 3,2                    | 2010     | [ 142 ]                         |
| FVE Hodonín Kapřiska                      | Hodonín                  | 3,2                    | 2010     | [ 143 ]                         |
| FVE Dolní Bousouv                         | Dolní Bousov             | 3,2                    | 2010     | [ 144 ]                         |
| Hrušovany 1                               | Hrušovany nad Jevišovkou | 3,1                    | 2009     | [ 145 ]                         |
| FVE Pržno                                 | Pržno                    | 3,1                    | 2010     | [ 146 ]                         |
| FVE Brumovice                             | Brumovice                | 3,1                    | 2010     | [ 147 ]                         |
| FVE Náměšť nad Oslavou                    | Náměšť nad Oslavou       | 3,1                    | 2009     | [ 148 ]                         |
| FVE Černošín                              | Černošín                 | 3,0                    | 2009     |                                 |
| FVE Bohuňovice                            | Bohuňovice               | 3,0                    | 2009     |                                 |
| FVE Nasavrky                              | Nasavrky                 | 3,0                    | 9/2010   | [ 149 ]                         |
| FVE Bežerovice                            | Bežerovice               | 3,0                    | 2010     |                                 |
| FVE Libníč                                | Libníč                   | 3,0                    | 2010     | [ 150 ]                         |
| FVE - Fotovoltaika s.r.o.                 | Sudslava                 | 3,0                    | 2008     | [ 151 ] [ 152 ] [ 153 ] [ 154 ] |
| FVE Green Energy Babice                   | Zvěřetice                | 3,0                    | 2010     | [ 155 ]                         |
| FVE Myslív                                | Myslív                   | 3,0                    | 2010     | [ 156 ]                         |
| FVE Štítary                               | Štítary                  | 3,0                    | 2010     | [ 136 ]                         |
| FVE Držovice                              | Držovice                 | 3,0                    | 2010     | [ 157 ]                         |
| FVE Vnorovy                               | Vnorovy                  | 3,0                    | 2010     | [ 158 ] [ 159 ]                 |
| FVE Osečná                                | Osečná                   | 3,0                    | 2010     | [ 160 ]                         |
| FVE VT - SUN                              | Chomutov                 | 3,0                    | 2010     | [ 161 ]                         |
| Solar CD                                  | Český Dub                | 3,0                    | 2010     | [ 163 ]                         |
| FVE Petkovy                               | Petkovy                  | 3,0                    | 2010     | [ 164 ]                         |
| FVE Solaris Tech                          | Kralice na Hané          | 3,0                    | 2010     | [ 165 ]                         |
| FVE Polešovice                            | Polešovice               | 3,0                    | 2010     | [ 166 ] [ 167 ]                 |
| FVE Staré Nechanice                       | Staré Nechanice          | 3,0                    | 2010     | [ 168 ]                         |
| FVE Veská                                 | Sezemice                 | 3,0                    | 2011     | [ 169 ]                         |

## Zdroje ve výstavbě a plánované
Tato tabulka obsahuje elektrárny, jejichž výstavba probíhá nebo se plánuje.
| Název                                 | Provozovatel        | Místo                | Instalovaný výkon (MW) | Stav / spuštění    | Poloha | Poznámky        |
| ------------------------------------- | ------------------- | -------------------- | ---------------------- | ------------------ | ------ | --------------- |
| FVE Prunéřov I                        | ČEZ                 | Ústecký kraj         | 242,6                  | smlouva o dotaci   |        | [ 170 ]         |
| FVE Jakartovice                       | P&BQI Energy        | Moravskoslezský kraj | 230                    | posuzování EIA     |        | [ 171 ]         |
| FVE Tušimice II                       | ČEZ                 | Ústecký kraj         | 126,7                  | smlouva o dotaci   |        | [ 172 ] [ 173 ] |
| FVE Vysočany – Plató                  | ČEZ                 | Ústecký kraj         | 115,7                  | smlouva o dotaci   |        | [ 172 ] [ 173 ] |
| FVE Ralsko                            | ČEZ PV & Wind       | Liberecký kraj       | 68,1                   | smlouva o dotaci   |        | [ 174 ] [ 173 ] |
| FVE v oblasti Ralska                  | Energie Ralsko      | Liberecký kraj       | 62,5                   | rezervace kapacity |        | [ 175 ] [ 176 ] |
| FVE s akumulací energie pomocí vodíku | Orlen Unipetrol RPA | Ústecký kraj         | 60                     | smlouva o dotaci   |        | [ 177 ] [ 173 ] |
| FVE Chbany 55                         | Sunny Route alfa    | Ústecký kraj         | 55                     | smlouva o dotaci   |        | [ 178 ] [ 173 ] |
| FVE Stonava                           | ZTB Energo 1        | Moravskoslezský kraj | 49,9                   | stavební řízení    |        | [ 179 ] [ 180 ] |
| FVE Saxonie                           | SE V Saxonie        | Ústecký kraj         | 48,9                   | smlouva o dotaci   |        | [ 181 ] [ 173 ] |
| FVE Břidličná                         | ČEZ                 | Moravskoslezský kraj | 48                     | smlouva o dotaci   |        | [ 182 ] [ 173 ] |
| FVE Ledvice                           | ČEZ                 | Ústecký kraj         | 46,3                   | smlouva o dotaci   |        | [ 182 ] [ 173 ] |
| FVE Stella                            | Enery Stella CZ     | Jihočeský kraj       | 37                     | PPA smlouva        |        | [ 30 ] [ 183 ]  |
| FVE Slaný                             | Puretech Energy     | Středočeský kraj     | 31                     | společné povolení  |        | [ 184 ] [ 185 ] |
| FVE Smolnice II                       | SUAS SPV 3          | Karlovarský kraj     | 30                     | smlouva o dotaci   |        | [ 186 ] [ 173 ] |
| FVE Centrum II                        | SE I Dolní Litvínov | Ústecký kraj         | 26,5                   | smlouva o dotaci   |        | [ 173 ]         |
| FVE Ušák I                            | ČEZ                 | Ústecký kraj         | 23,1                   | smlouva o dotaci   |        | [ 182 ] [ 173 ] |
| FVE 1 Chudeřín                        | Sunny Route         | Ústecký kraj         | 24,1                   | smlouva o dotaci   |        | [ 173 ]         |
| FVE Nové Sedlo                        | Pražská energetika  | Karlovarský kraj     | 22                     | ve výstavbě        |        | [ 187 ]         |
| FVE Tuněchody                         | Energysea FVE 5     | Pardubický kraj      | 21,3                   | stavební řízení    |        | [ 188 ]         |
| FVE Knín                              | ČEZ                 | Jihočeský kraj       | 21,1                   | smlouva o dotaci   |        | [ 182 ] [ 173 ] |
| FVE Field Bal 2                       | FIELD BAL           | Moravskoslezský kraj | 20,7                   | smlouva o dotaci   |        | [ 173 ]         |
| FVE Mělník                            | ČEZ                 | Středočeský kraj     | 7,3                    | ve výstavbě        |        | [ 51 ]          |
| FVE Růžodol                           | Solar Power Systems | Ústecký kraj         | 6,6                    | stavební řízení    |        | [ 189 ]         |

## Historie největších
První českou fotovoltaickou elektrárnou s výkonem 10 kW byla FVE Mravenečník v letech 1997–2002, v současné době jakožto Fotovoltaická elektrárna Dukovany je součástí informačního střediska jaderné elektrárny Dukovany a slouží k demonstračním účelům.
| Název                     | Místo           | Instalovaný výkon (MW) | Největší          | Poznámky |
| ------------------------- | --------------- | ---------------------- | ----------------- | -------- |
| FVE Mravenečník           | Mravenečník     | 0,01                   | 1997 - 2002       |          |
| FVE Opatov                | Opatov          | 0,06                   | 6/2006 - 1/2007   | [ 190 ]  |
| FVE Bušanovice            | Bušanovice      | 0,693                  | 1/2007 - 9/2007   | [ 190 ]  |
| FVE Ostrožská Lhota       | Ostrožská Lhota | 0,702                  | 9/2007 - 1/2008   | [ 190 ]  |
| FVE Jaroslavice           | Jaroslavice     | 0,9                    | 1/2008 - 6/2008   | [ 190 ]  |
| FVE Ostrožská Lhota       | Ostrožská Lhota | 1,54                   | 6/2008 - 9/2008   | [ 190 ]  |
| FVE Dubňany               | Dubňany         | 1,993                  | 9/2008 - 11/2008  | [ 190 ]  |
| FVE Sudoměřice            | Sudoměřice      | 2,95                   | 11/2008 - 1/2009  | [ 190 ]  |
| FVE Voděrady              | Voděrady        | 4,0                    | 1/2009 - 10/2009  | [ 16 ]   |
| FVE Vlkoš                 | Vlkoš           | 4,5                    | 10/2009 - 11/2009 | [ 16 ]   |
| FVE Mastířovice I - sever | Vrbice          | 4,973                  | 11/2009 - 12/2009 | [ 16 ]   |
| FVE Stříbro               | Stříbro         | 13,6                   | 12/2009 - 5/2010  | [ 16 ]   |
| FVE Vepřek                | Vepřek          | 35,103                 | 5/2010 - 12/2010  | [ 5 ]    |
| FVE Ralsko Ra 1           | Ralsko          | 38,269                 | 12/2010 - 201x    | [ 10 ]   |
| FVE Ralsko                | Ralsko          | 55,763                 | 201x - nyní       | [ 4 ]    |